# Covariante

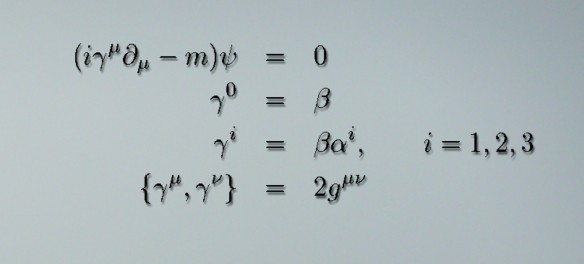
Un esempio di Equazione Covariante: l'equazione di Dirac.

In fisica si definisce covariante un'equazione la cui dipendenza funzionale dalle variabili non viene alterata da un certo insieme di trasformazioni. Ad esempio, le leggi della meccanica classica non vengono alterate da trasformazioni di Galileo; nella meccanica relativistica le leggi della dinamica (e dell'elettromagnetismo) sono covarianti per trasformazioni di Lorentz.